# André Guinier
André Guinier (* 1. August 1911 in Nancy; † 3. Juli 2000 in Paris) war ein französischer Festkörperphysiker und Kristallograph.

## Leben
Guinier studierte an der École normale supérieure (ENS) mit dem Abschluss 1934. Anschließend arbeitete er als Agrégé Préparateur in deren Physiklabor. 1939 wurde er mit einer Arbeit über Röntgenkristallographie bei Charles Mauguin promoviert. Danach war er am Conservatoire National des Arts et Métiers (CNAM) tätig, an dem er 1944 stellvertretender Direktor des Testlabors wurde. 1949 wurde er Professor an der Sorbonne. Ende der 1950er Jahre war er als dessen erster Dekan am Aufbau des neuen Universitäts-Campus in Orsay beteiligt. Er zog mit seinem Forschungslabor aus dem Zentrum von Paris dorthin und gründete mit Jacques Friedel und Raimond Castaing das Labor für Festkörperphysik (Laboratoire de Physique des Solides, LPS) und war bei dessen Übernahme durch das Centre national de la recherche scientifique (CNRS) deren erster Direktor.
Er begründete eine eigene Schule der Röntgenbeugung zur Untersuchung von Festkörpern und deren Ordnungsstrukturen bzw. ungeordneter Festkörper, wobei er eine Reihe neuer Techniken einführte, zum Beispiel betonte er die Rolle diffuser Streuung von Röntgenstrahlen (in diesem Zusammenhang ist das Guinier-Gesetz nach ihm benannt, → Streumassenradius) und die Rolle lokaler Ordnung in der Erklärung von Festkörpereigenschaften. 1938 beschrieb er bei der Untersuchung von Aluminium-Kupfer-Legierungen das Phänomen der Guinier-Preston-Zonen. Er untersuchte nicht nur Metalle und Festkörper, sondern auch weiche Materie (Polymere, biologische Materialien). Ab den 1970er Jahren forschte er besonders über amorphe Materialien.
Guinier war auch in der Instrumentenentwicklung aktiv, zum Beispiel bei der nach ihm benannten Röntgenkamera (Guinier-Verfahren bzw. Guinier-Kamera, → Röntgenbeugung). Er spielte auch bei der Entwicklung der Elektronenstrahl-Mikrosonde durch Raimond Castaing eine Rolle.
Er war Mitglied der Académie des sciences (1971) und der Academia Europaea (1993). Er war 1960 Präsident der französischen mineralogischen Gesellschaft, 1962 Präsident der französischen physikalischen Gesellschaft und von 1969 bis 1972 Präsident der International Union of Crystallography. 1972 erhielt er den Prix des trois physiciens und 1985 den Gregori-Aminoff-Preis.

## Schriften
- Die physikalischen Eigenschaften von Festkörpern. Eine leichtverständliche Einführung in die Festkörperphysik. München, Hanser 1992
- The solid state. From superconductors to superalloys. Oxford University Press 1989
- Small angle scattering of x-rays. Wiley 1955
- Théorie et Technique de la Radiocristallographie. Dunod 1956, 1965
  - Englische Übersetzung: X-ray diffraction: in crystals, imperfect crystals, and amorphous bodies. Freeman 1963